# Songhai
El songhai és la més occidental de les llengües niloticosaharianes, un idioma parlat a Níger, Mali i Benin per 3 milions de persones que rep el nom de l'antic Imperi Songhai. Té dos dialectes principals, el del sud i el nord; el primer rep més suport oficial i s'ensenya a l'escola. A l'edat mitjana, s'escrivia en caràcters aràbics, però en l'actualitat empra l'alfabet llatí. La seva classificació lingüística ha estat objecte de controvèrsia per les diferències que mostra amb altres idiomes del seu grup.